# José Castañeda Chornet
José Castañeda Chornet (Valencia, 1900 - Madrid, 19 de marzo de 1987) fue un economista e ingeniero industrial español.
Cursó sus estudios en Madrid. Posteriormente, fue catedrático de la Universidad de Madrid en Derecho, Ingeniería, Industriales y Ciencias Económicas. Además, fue autor de diversas obras económicas.

## Obras
- Teoría y política del desarrollo económico (1958)
- Lecciones de teoría económica (1968)
- El consumo de tabaco en España y sus factores (1988)